# Odontopyge dewittei
Odontopyge dewittei är en mångfotingart som beskrevs av Kraus 1958. Odontopyge dewittei ingår i släktet Odontopyge och familjen Odontopygidae. Inga underarter finns listade i Catalogue of Life.